# Bowood House
Bowood House ist ein Landsitz in der Grafschaft Wiltshire im Vereinigten Königreich, zwischen Calne und Chippenham, umgeben von einem großzügigen Park im Stil der Regierungszeit von König George II.

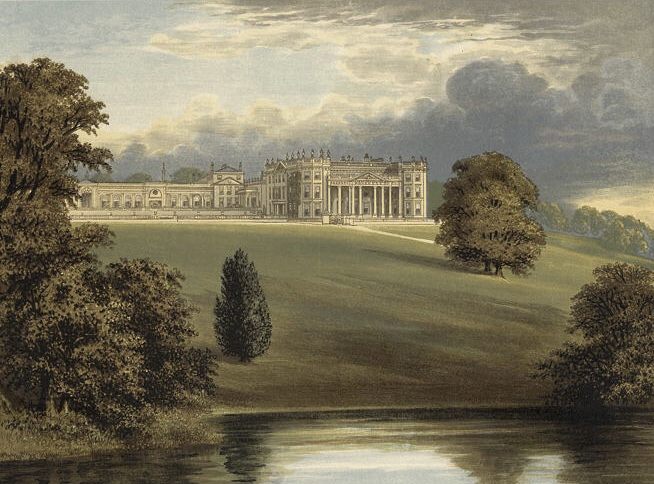
Bowood House im Jahr 1880

Seit 1754 gehört der Landsitz der Familie Petty-FitzMaurice, deren Familienoberhaupt  der Marquess of Lansdowne ist. Zu den bedeutenden Mitgliedern der Familie gehörte William Petty, 1. Marquess of Lansdowne, der britische Premierminister in den Jahren 1782/83. 
Die Eigentümer waren nicht nur als einflussreiche Politiker bekannt, sondern auch als großzügige Förderer von Kunst und Wissenschaft: Joseph Priestley war jahrelang als Privatlehrer auf dem Landsitz tätig und isolierte 1774 in Bowood House erstmals das Element Sauerstoff. Der Forscher Jan Ingenhousz verstarb 1799 in Bowood Park.
Park und Gartenanlagen wurden in den 1760er-Jahren gestaltet von Capability Brown. Sie sind eines der charakteristischen Beispiele für den englischen Stil der Parks der späten Rokokozeit. Der Park ist mehr als 8 km² groß.
Das Haupthaus wurde 1955 aus wirtschaftlichen Erwägungen abgerissen, nachdem es längere Zeit leergestanden hatte. Die vorhandenen Gebäude weisen immer noch eine imposante Größe auf. Bowood House ist für Besichtigungen zugänglich.